# 141496 Bartkevicius
141496 Bartkevicius è un asteroide della fascia principale. Scoperto nel 2002, presenta un'orbita caratterizzata da un semiasse maggiore pari a 2,4615019 UA e da un'eccentricità di 0,1234763, inclinata di 2,17619° rispetto all'eclittica.